# Genea pavonacea
Genea pavonacea là một loài ruồi trong họ Tachinidae.